# 에도 문자
에도 문자(일본어: 江戸文字)란 일본 에도 시대에 쓰였던 특징적인 한자 서체를 두루 일컫는 말이다. 에도 문자는 다시 쓰임새를 달리하는 각각의 여러 서체로 나뉜다. 오늘날에도 일본의 간판이나 가부키,스모계에서 쓰이는 글씨등에서 일본색을 뽐내는 한자 서체로 널리 쓰인다.

## 간테이류(勘亭流)
오카자키야 간로쿠라는 사람이 고안한 서체로서 가부키와 라쿠고의 행사내용및 알림사항을 나타내는 글씨체로 쓰였다.
간테이라는 이름은 오카자키야의 호에서 따온 것이다.

## 요세 문자(寄席文字)
손님을 끄는 문자란 뜻이다. 간테이류와 제등 문자를 섞은 것으로 연(날리는)이나 광고물등에 쓰였다.

## 카고 문자(篭文字)
카고란 바구니란 뜻이다. 신사나 절에 참배한 뒤에 기념으로 남기는 센쟈후다(千社札)에 쓰인다.

## 히게 문자(髭文字)
히게는 수염이란 뜻으로 글자 테두리에 붓 털이 갈라져 하얗게 여백을 남기는 것을 수염이라고 불러서 이름붙었다.

## 스모 문자(相撲文字)
스모계에서 간판과 행사진행및 알림등의 글씨체로 쓰였다.

## 제등 문자(提灯文字)
제등 문자는 종이로 싼 등불인 제등 글씨체로 쓰였다. 일본의 제등장식이나, 음식점 간판등에서 많이 볼 수 있는 서체이다.

## 각자 (角字)
도장에 쓰인 서체이다.